# Cleora idiocrossa
Cleora idiocrossa är en fjärilsart som beskrevs av Turner 1918. Cleora idiocrossa ingår i släktet Cleora och familjen mätare. Inga underarter finns listade i Catalogue of Life.